# Edgar Quinet

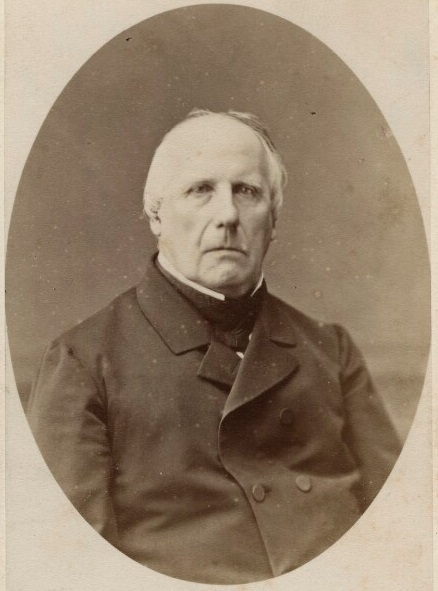
Porträtfoto, um 1860

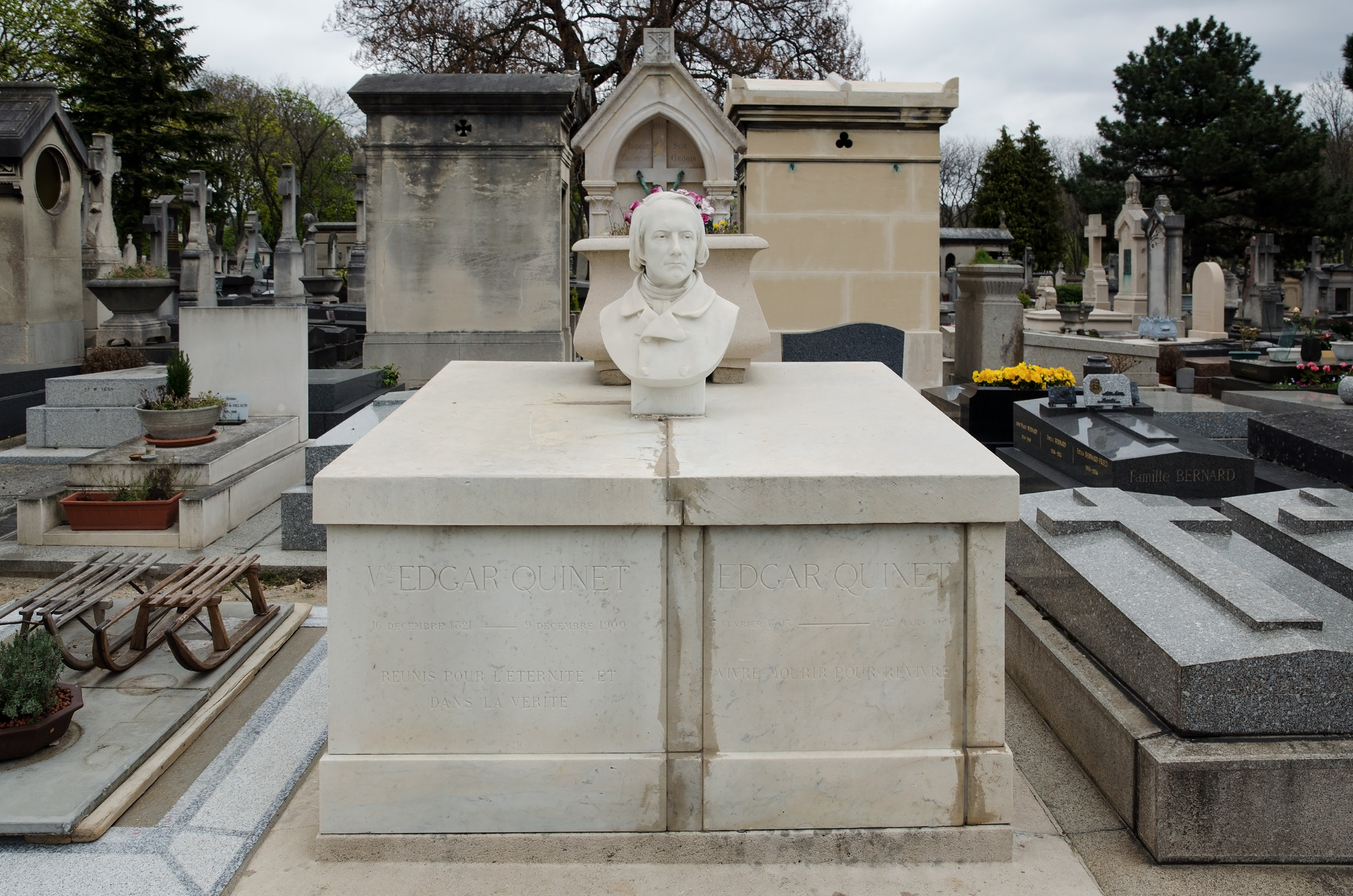
Grabmal Edgar Quinets auf dem Montparnasse-Friedhof in Paris

Edgar Quinet (* 17. Februar 1803 in Bourg-en-Bresse; † 27. März 1875 in Paris) war ein französischer Schriftsteller und Historiker.

## Leben und Wirken
Als einziges Kind von Jérôme Quinet und Eugénie Rozat Lagis erlebte er eine einsame Kindheit, während der seine Mutter großen Einfluss auf ihn ausübte. Seine Eltern schickten Edgar Quinet auf die Schule zunächst in Bourg, später in Lyon. Der Vater wünschte sich für seinen Sohn eine Militärkarriere, der junge Edgar wurde jedoch vielmehr von der Literatur angezogen.
Sein erstes Werk war Tablettes du juif errant im Jahr 1823. Er war begeistert von Herders Geschichte der Philosophie, welche er zu übersetzen begann. Zu diesem Zweck lernte er Deutsch. Er veröffentlichte seine Übersetzung 1827 und erntete großes Lob. Er bereiste Deutschland und England vor der Veröffentlichung seines Werks. Cousin verschaffte ihm eine Stelle, um 1828 an der wissenschaftlichen Forschung in Morée teilzunehmen. Nach seiner Rückkehr veröffentlichte er „Das Moderne Griechenland“ 1830.
Fasziniert durch das romantische Deutschland verließ Quinet Frankreich und zog zum Studium nach Heidelberg. Dort wurde er u. a. Schüler von Georg Friedrich Creuzer. 1834 heiratete Quinet in der Rheinpfalz Wilhelmina Elisabetha („Minna“) Moré aus Grünstadt, Tochter des dortigen Notars Philipp Nicolaus Moré. Hierdurch wurde er der Schwager des Pädagogen Heinrich Dittmar (1792–1866), des Germanisten Hans Ferdinand Maßmann (1797–1874) und des Lithografen Georg Engelbach (1817–1894), die ebenfalls Moré-Töchter geehelicht hatten. Der Revolutionär Friedrich Hermann Moré (1812–1880) war ein Bruder seiner Frau. 
Nach dem Tod seiner ersten Ehefrau im März 1851 heiratete Quinet in zweiter Ehe am 21. Juli 1852 in Brüssel Frau Hermione Ghikère Asaky (1821–1900), Tochter des moldawischen Dichters Gheorghe Asachi (1788–1869). Seine zweite Ehefrau hatte Quinets Vorlesungen am Collège de France gehört und war seit 1849 verwitwet.
Während seiner Zeit am Collège de France lernte er Victor Cousin und Jules Michelet kennen. 1846 wird er auf Raten Guizots seiner Vorlesetätigkeit enthoben. Nach der Februarrevolution im Jahr 1848 durfte er aber wieder zurückkehren.
In Paris, wo er auf dem Cimetière Montparnasse bestattet ist, tragen ein Boulevard sowie eine Metro-Station seinen Namen. Auch eine Straße im Stadtzentrum der rumänischen Hauptstadt Bukarest und ein Panzerkreuzer der französischen Marine trägt seinen Namen.
Ein bekanntes Zitat Edgar Quinets lautet: Instinkt ist das dauernde Wesen der Art.